# Opération Romeo
Pour l’article ayant un titre homophone, voir Opération Roméo.
Cet article concerne l'opération liée au débarquement en Provence. Pour le conflit entre l'Espagne et le Maroc (opération Romeo-Sierra), voir Crise de l'îlot Persil.

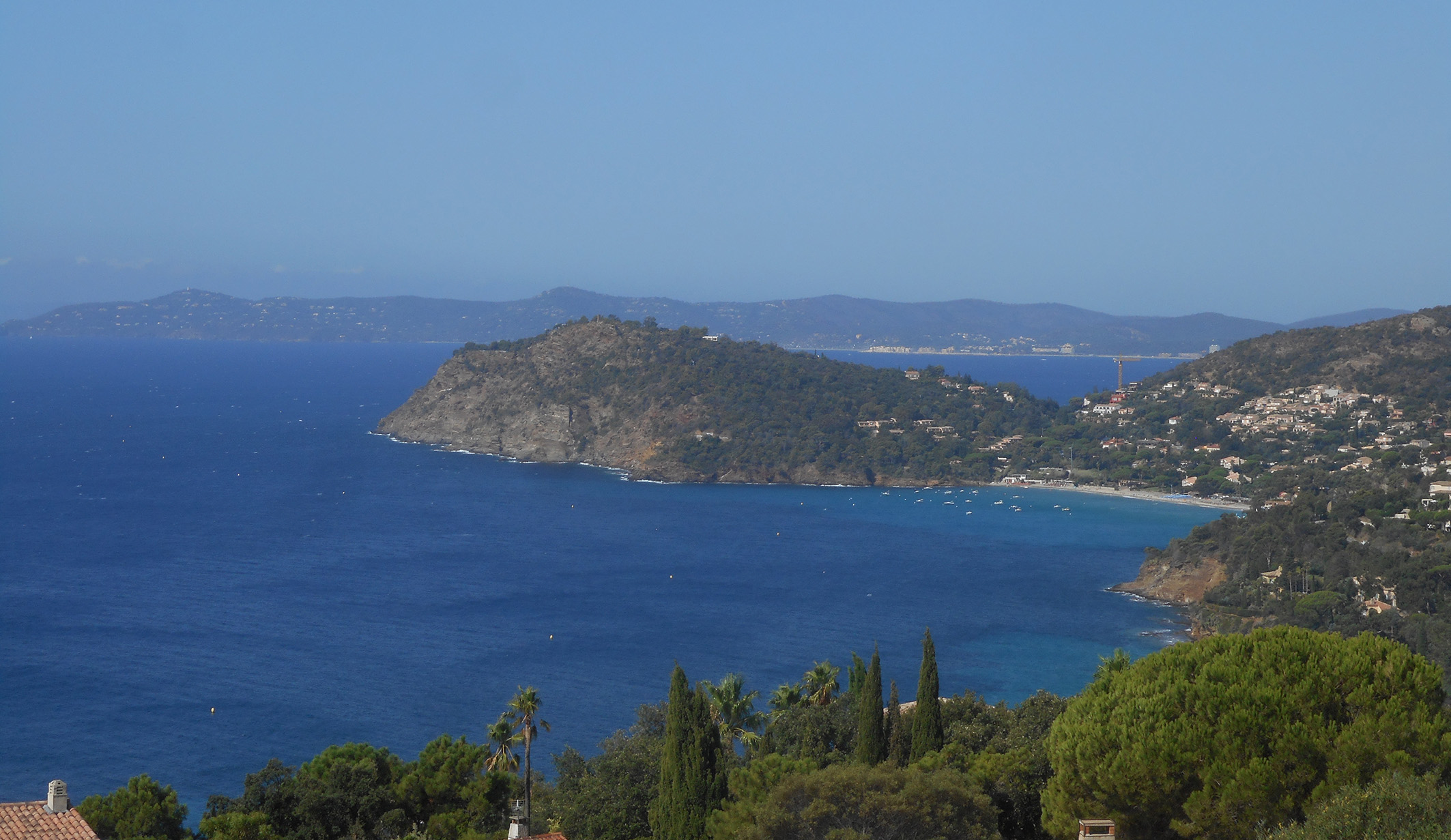
Le cap Nègre depuis les hauteurs du Rayol-Canadel-sur-Mer.

L'opération Romeo est une opération militaire de la Seconde Guerre mondiale consistant à neutraliser l'artillerie allemande au sommet des falaises du cap Nègre, dans le Var. L'opération s'est déroulée le soir avant le débarquement de Provence, l'invasion principale de reconquête du sud de la France par les Alliés.
La force alliée consiste en huit cents commandos français des Commandos d'Afrique, commandé par le lieutenant-colonel Georges-Régis Bouvet. La flottille de soutien comprend le navire commandant le HMCS Prince David, le HMCS Prince Henry, le HMS Princess Beatrix, le HMS Prins Albert et quatre vedettes-torpilleur américains.
L'adjudant-chef Noël Texier qui mène la première vague de commandos est mortellement blessé lors de l'opération. Enterré aux côtés de membres de son commando à la nécropole nationale du Rayol-Canadel-sur-Mer, il est le premier mort du débarquement de Provence.